# Purulhá
Purulhá är en kommunhuvudort i Guatemala.   Den ligger i departementet Departamento de Baja Verapaz, i den centrala delen av landet, 80 km norr om huvudstaden Guatemala City. Purulhá ligger 2 084 meter över havet och antalet invånare är 5 370.
Terrängen runt Purulhá är bergig åt nordost, men åt sydväst är den kuperad. Purulhá ligger uppe på en höjd. Runt Purulhá är det ganska tätbefolkat, med 104 invånare per kvadratkilometer. Närmaste större samhälle är Tactic, 17,7 km väster om Purulhá. I omgivningarna runt Purulhá växer i huvudsak städsegrön lövskog.